# Martin Fondse
Martin Fondse (Bergen op Zoom, 20 februari 1967) is een Nederlandse dirigent, pianist, blazer, componist en arrangeur. In november 2021 werd hij Componist des Vaderlands in Nederland.

## Jeugd en opleiding
Martin Fondse groeide op in een muzikaal gezin in het stadje Tholen op het gelijknamige eiland. In 1992 studeerde hij af aan de Hogeschool voor de Kunsten in Arnhem in de vakken piano, lichte muziek. Hierna volgde hij een opleiding compositie aan de Musikhochschule in Keulen. Zijn leermeester was de Amerikaanse trombonist-componist-arrangeur Bob Brookmeyer. Tot zijn pianoleraren behoorden Robert Vermeulen, Rob van den Broeck en Kenny Werner.

## Loopbaan
Martin Fondse formeerde in de jaren negentig van de 20e eeuw het octet De Achtbaan, dat later werd omgedoopt tot het Martin Fondse Oktemble. Naast ervaren muzikanten speelt hierin ook jeugdig talent. Hierna start hij een kleine bigband, De Groove Troopers. In 2008 richtte hij het Starvinsky Orkestar op, later omgedoopt tot "Martin Fondse Orchestra". Zijn composities variëren van klassieke muziek tot jazz. Naast het componeren draagt hij ook bij als uitvoerend musicus. Zo speelt hij sinds 2009 de vibrandoneon in soloconcerten alsook in ensembles. 
Als arrangeur werkt hij voor het Concertgebouworkest, Holland Symfonia, Metropole Orkest en de Big Band Hessischer Rundfunk. Als componist en arrangeur werkte hij met buitenlandse artiesten als Pat Metheny, Terry Bozzio, Peter Erskine, George Duke, Claudio Puntin, Mariza, Sezen Aksu, Nils Wogram en Basement Jaxx. Tot de Nederlandse artiesten met wie hij mee samenwerkt behoren jazztrompettist Eric Vloeimans, cellist Ernst Reijseger, jazzzangeres Margriet Sjoerdsma en harpist Remy van Kesteren. Naast prijzen voor orkestwerk ontving hij onderscheidingen voor filmmuziek (zie de sectie hieronder).

## Boy Edgar Prijs
In 2017 won hij de Boy Edgar Prijs. In het juryrapport werd Martin Fondse geprezen om zijn veelzijdigheid en het verbinden van klassiek, jazz, latin en wereldmuziek.

## Componist des Vaderlands
In november 2021 werd Martin Fondse uitverkozen tot Componist des Vaderlands voor de duur van twee jaar, als vierde na achtereenvolgens Willem Jeths (2014), Mayke Nas (2016) en Calliope Tsoupaki (2018). Deze positie, in het leven geroepen door de Stichting Buma Cultuur, houdt in dat de laureaat met eigen composities "inspeelt op ontwikkelingen in de samenleving" en daarbij fungeert als "boegbeeld van de eigentijdse Nederlandse muziek".
Op 21 december 2023 nam Fondse in TivoliVredenburg, Utrecht, afscheid als Componist des Vaderlands. Hij gaf de titel door aan zijn opvolger Anne-Maartje Lemereis.

## Discografie

### Als uitvoerend musicus
- 2021 The Bridge II (ep) - Lenine & Martin Fondse (Casa 9)
- 2021 Lumen - Kika Sprangers, Martin Fondse, Jörg Brinkmann (ZenneZ Records)
- 2020 Rosefire - Martin Fondse, Tania Kross, Eric Vloeimans & Matangi Quartet (Rollercoaster Records)
- 2018 Many Faces of Jazz - Martin Fondse (Rollercoaster Records)
- 2016 The Bridge Live at Bimhuis - Lenine & Martin Fondse Orchestra (Coqueiro Verde)
- 2016 A Rosa - Martin Fondse, Steffen Schorn & NJ(J)O (Jong Metropole)
- 2013 Sensitive Material - BEAM featuring Markus Stockhausen (Muzieklab Brabant, IGR 03)
- 2013 Talismã - Morais & Martin Fondse Project (BK Disk)
- 2012 Testimoni - Martin Fondse, met Eric Vloeimans & Matangi Quartet (Basta Music)
- 2011 Martian World - XLJAZZ (BK Disk)
- 2010 Martian Club - XLJAZZ (BK Disk)
- 2010 Key Figures - Martin Fondse & Wolfert Brederode (Orgelpark)
- 2009 Martian Art - XLJAZZ (BK Disk)
- 2009 Fragrant Moondrops - Martin Fondse & Starvinsky Orkestar (Basta)
- 2003 Zoom Zoo - Groove Troopers (JJ-Tracks)
- 2003 Two Suites - HR Big Band (HR)
- 2001 Ere Ibeji - Martin Fondse Oktemble & Ernst Reijseger (BV Haast)
- 1998 Upperground - Martin Fondse Oktemble (BV Haast)
- 1995 De 8-Baan 8 x g! - Martin Fondse Oktemble (Rollercoaster Records)

### Als componist/arrangeur/nevenartiest (selectie)
- 2020 Na de Lieve Vrede - Lonneke Dort (Records DK) - toetsen
- 2019 Shadows - Remy van Kesteren (Universal Music) - componist
- 2019 Adam en Eva (dvd/cd) - Nederlands Blazers Ensemble (NBELive) - componist
- 2018 WAD, Living on the Edge of Water and Land (Original Motion Picture Soundtrack) - Martin Fondse, Nynke Laverman, Sytze Pruiksma, Lavinia Meijer (Ruben Smit Productions) - componist, pianist
- 2018 Para Siempre - El Periquín (eigen beheer) - vibrandoneonist
- 2017 I Don't Kow What I Can Imagine - Jorrit Westerhof (eigen beheer) - vibrandoneonist, synthesizer
- 2016 Tomorrow Eyes - Remy van Kesteren (Deutsche Grammophon, 481236) - componist, pianist, vibrandeonist
- 2016 Vrouwen - Meijer (Buzz) - arrangeur
- 2014 Beatrix met hart en ziel (dvd) - Nederlands Blazers Ensemble (NBELive) - componist
- 2014 Memento - Remy van Kesteren (eigen beheer) - componist
- 2013 Evensong - Eric Vloeimans (Challenge Classics) - componist, arrangeur
- 2013 Kross Over, Opera Revisited - Tania Kross (Challenge Classics) - componist
- 2013 Still Listening - Phaedra Kwant (eigen beheer) - vibrandoneonist
- 2013 Zonde - Freek de Jonge (V2 Records Benelux) - pianist
- 2012 Gunder - Daniël Lohues (Lohues Music) - arrangeur
- 2011 Live @ De Toonzaal - Amstel Quartet (Amstel Records) - componist
- 2011 Oud? - Nederlands Blazers Ensemble (NBELive) - componist
- 2011 Radio Berlijn - BLØF (EMI Music) - arrangeur
- 2011 Amstel Raga - Amstel Quartet (Amstel Records, AR008) - componist
- 2011 On the Road - Wim van Hasselt (Channel Classics Records) - componist
- 2011 Finding the Way - Amsterdam Jazz Orchestra (eigen beheer) - arrangeur
- 2010 Beam Me Up!! - Daniel Johnston & BEAM (Hazelwood, HAZ068) - arrangeur, pianist
- 2009 The Midge - Andy Bruce & the Rigidly Righteous - piano, fluit, melodica
- 2009 Winterland - Sonja van Hamel (Basta Music) - arrangeur
- 2009 Liefde & Dorpsgevoel - Zijlstra (Blauwe Zomers) - arrangeur
- 2007 Soundbite - Hermine Deurloo (Earforce Records) - arrangeur
- 2007 Het Paradijs (Live) - Nederlands Blazers Ensemble (NBELive) - componist
- 2006 Passagio - Zapp String Quartet (LopLop Records) - componist
- 2006 The Bauer Melody of 2006 - Bauer & Metropole Orkest (Excelsior Recordings) - arrangeur, componist
- 2005 Chamber Works - Terry Bozzio & Metropole Orkest (Favored Nations) - arrangeur
- 2000 I Eye Myself - Mete Erker/Blink (A-Records) - producer
- 1994 First Floor - Eric Vloeimans (Challenge Records) - componist

## Filmmuziek
Voor de volgende films leverde hij de muziek:
- 2018 WAD, overleven op de grens van water en natuur - Martin Fondse
- 2013 Fallin' Floyd - Albert 't Hooft & Paco Vink
- 2011 Audition - Udo Prinsen (samen met Eric Vloeimans)
- 2011 My Long Distance Friend - Carina Molier (toegevoegde muziek)
- 2010 Overmorgen - Natasja André de la Porte
- 2010 Pecker - Erik van Schaaik
- 2010 Witte Hond - Natasja André de la Porte
- 2008 The Phantom of the Cinema - Erik van Schaaik
- 2007 Dennis P. - Pieter Kuijpers (arrangement titelsong)
- 2007 Soufiane - Natasja André de la Porte
- 2004 Vent - Erik van Schaaik

## Onderscheidingen (selectie)
- 2021 Uitverkiezing tot Componist des Vaderlands[1]
- 2017 BUMA Boy Edgar Prijs
- 2017 Prémio Da Musica Brasileira: Best Album & Best Singer (Lenine), met Lenine & Martin Fondse Orchestra, Rio de Janeira, Brazilië
- 2016 Zilveren Notenkraker met het Nationaal Jeugd Jazz Orkest
- 2014 Best Short Film Adult Jury & Young Jury Young About International Film festival, Bologna, Fallin' Floyd (Albert 't Hooft & Paco Vink, muziek: Martin Fondse)
- 2013 VNAP Vakprijs Holland Animation Film Festival Fallin' Floyd (Albert 't Hooft & Paco Vink, muziek: Martin Fondse)
- 2012 Edison Award Jazz National
- 2009 Dutch entry for the Oscars, Animated Shorts (VS) - Phantom of the Cinema (regie: Erik van Schaaik, muziek: Martin Fondse)
- 2007 Award Francisco Garcia De Paso, Huesca International Short Film Festival (Spanje) - Soufiane (regie: Natasja André de la Porte, muziek: Martin Fondse)
- 2006 International Working Animated Film Festival RFAF 2006 (Bosnië-Herzegovina)
- 2004 1e prijs op het International Festival of animationfilms Bimini in Letland (regie: Erik van Schaaik, muziek: Martin Fondse)
- 2002 nominatie voor de Bird Award, artist deserving wider recognition, North Sea Jazz Festival
- 1998 2e prijs Euro Jazz Big Band Association, Parijs
- 1996 1e prijs Julius Hemphill Award (Jazz Composers Alliance), Boston, VS